# Kultura Este
Kultura Este – kultura archeologiczna epoki żelaza. Nazwa kultury wywodzi się od eponimicznego stanowiska Este w regionie Wenecja Euganejska, w prowincji Padwa. W okresie epoki żelaza (od III w. p.n.e. – II w. p.n.e.) jeden z ważniejszych ośrodków kultury wenetyjskiej. W II w. p.n.e. Venetica stała się kolonią Imperium rzymskiego.